# Egbert van der Poel

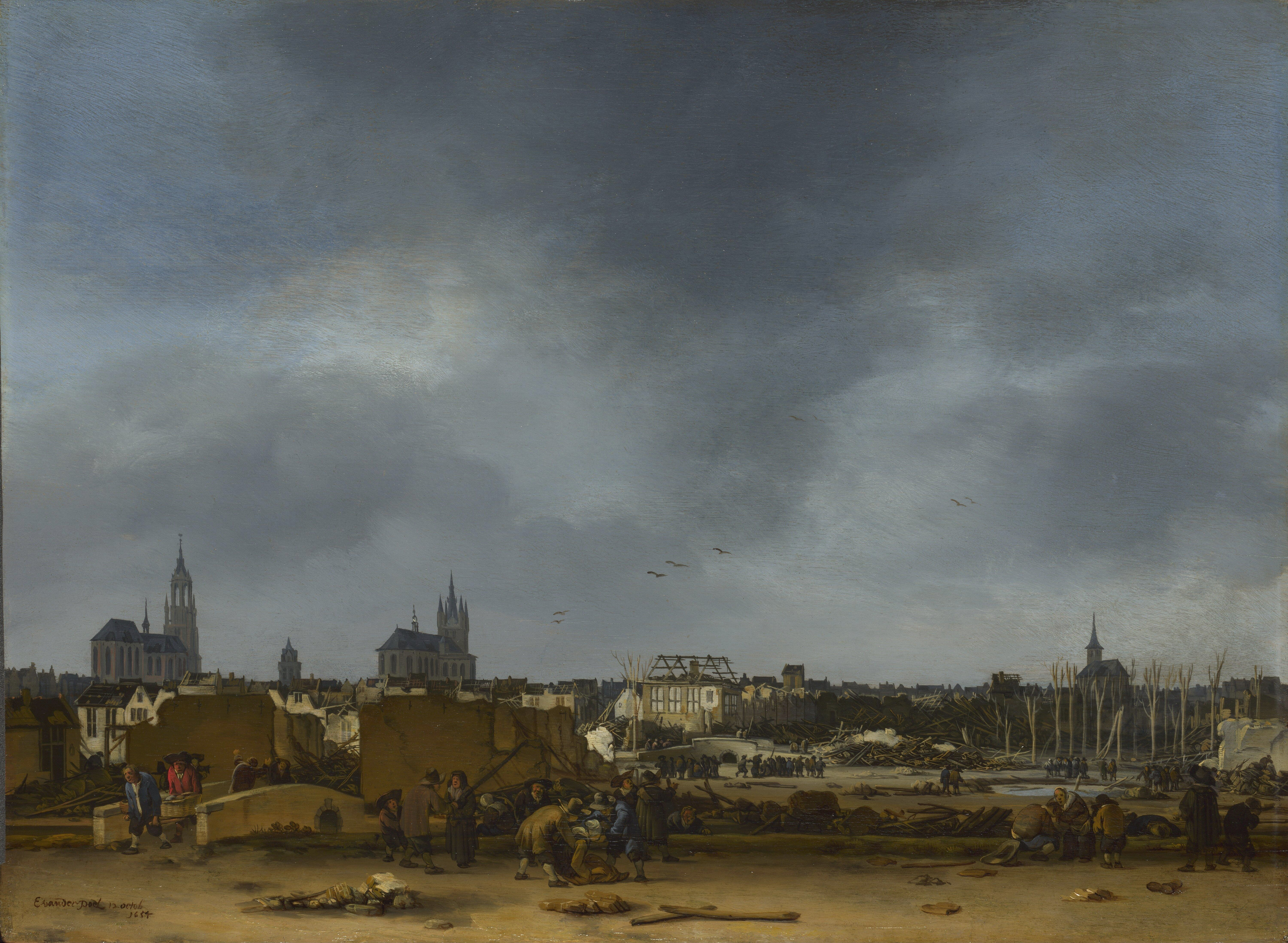
Ansicht von Delft nach der Explosion des Pulvermagazins 1654

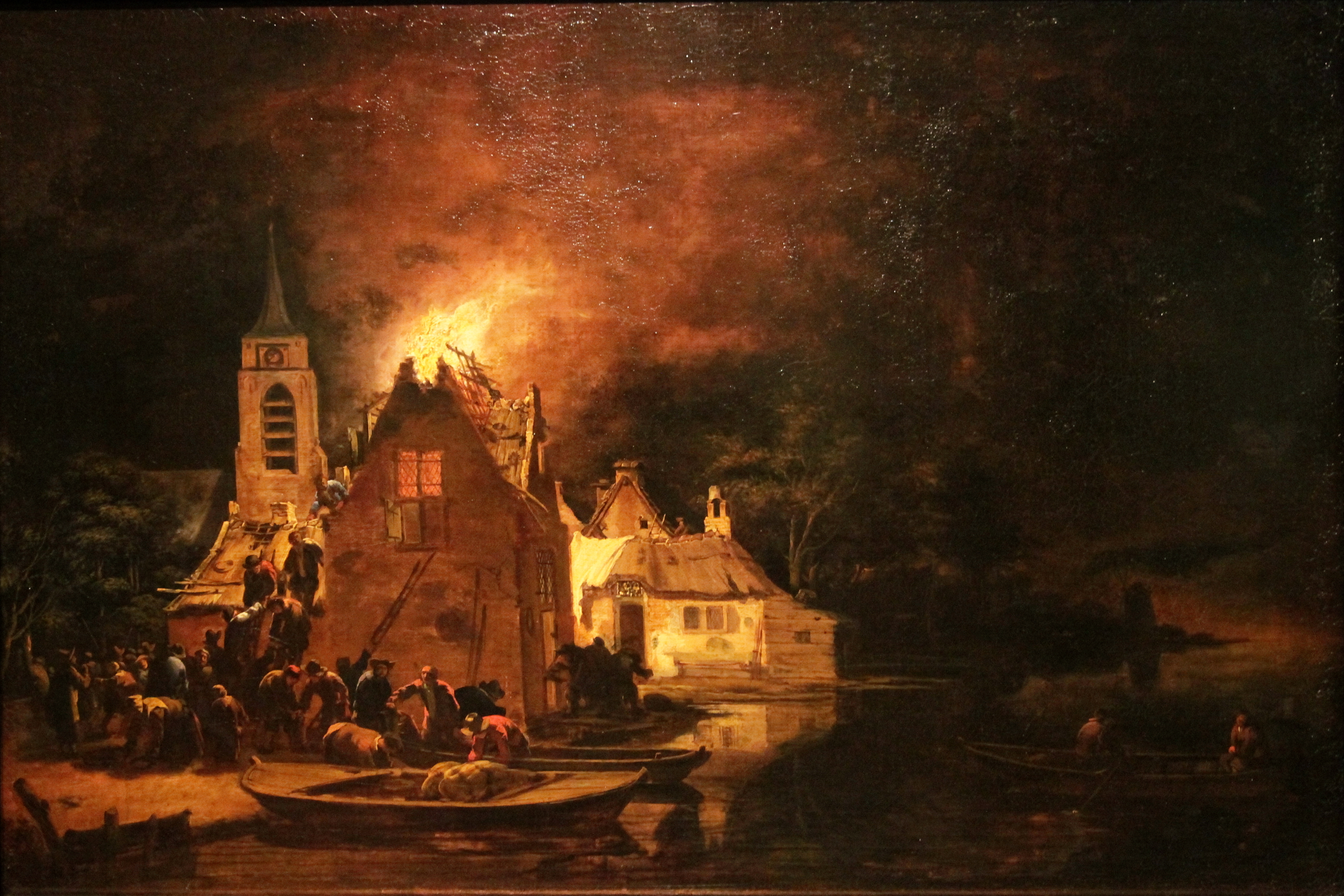
Brennendes Dorf bei Nacht

Egbert Lievensz. van der Poel (getauft am 9. März 1621 in Delft; begraben am 19. Juli 1664 in Rotterdam) war ein holländischer Maler, dessen Lebenszeit in das Goldene Zeitalter der Niederlande fällt.

## Leben und Werk
Über seine Jugend ist wenig bekannt. 1650 wurde er im Alter von 29 Jahren in die Delfter Lukasgilde aufgenommen, im Jahr darauf heiratete er Aeltgen Willems van Linschooten. Nach der Explosion des Delfter Pulvermagazins 1654 übersiedelte er nach Rotterdam.
In mehreren Gemälden hat er den „Delfter Donnerschlag“ und die darauf folgende Verwüstung von Delft festgehalten, die bekannteste Version befindet sich in der National Gallery in London. Eine Tochter van der Poels starb wenige Tage nach der Explosion.
Zahlreiche seiner Gemälde zeigen ein brennendes Dorf in der Nacht, häufig mit plündernden und marodierenden Soldaten. Daneben malte er noch Genreszenen, vor allem bäuerliche Interieurs mit Szenen aus Küche und Stall sowie Landschaften, die meisten davon Strandansichten, etliche bei Nacht.